# Bertonico
Bertonico là một đô thị ở tỉnh Lodi trong vùng Lombardia, cách khoảng 45 km về phía đông nam của Milano và khoảng 15 km về phía đông nam của Lodi. Tại thời điểm 31 tháng 12 năm 2004, đô thị này có dân số 1.126 người và diện tích là 20.2 km².
Đô thị Bertonico bao gồm các frazioni (các đơn vị trực thuộc, chủ yếu là thôn làng) Brusada, Campolungo, Colombina, và Monticelli.
Bertonico giáp các đô thị: Ripalta Arpina, Moscazzano, Montodine, Turano Lodigiano, Castiglione d'Adda, Gombito, Terranova dei Passerini.